# دوشكو تودوروفيتش
دوشكو تودوروفيتش (Duško Todorović) (مواليد 19 مايو 1994) هو مُقاتل فنون قتالية مختلطة صربي.

## بداية مسيرته
بعد أن حقق 10 انتصارات دون أي خسارة كهاوٍ، بدأ تودوروفيتش مسيرته الاحترافية في عام 2015 تحت راية بطولة صربيا للمعارك، حيث أمضى معظم فترة ما قبل مسيرته في بطولة UFC. وخلال فترة وجوده هناك، واجه تودوروفيتش وهزم أمثال ألكسندر بوبيك خريج بطولة DWCS وبطل الوزن المتوسط في بطولة UFC ميشيل بيريرا، مما جعل بيريرا هو الخسار الوحيدة في مسيرته حتى تلك النقطة.

## وصلات خارجية
- دوشكو تودوروفيتش على موقع يو إف سي (الإنجليزية)
- دوشكو تودوروفيتش على موقع شيردوغ (الإنجليزية)
- دوشكو تودوروفيتش على موقع Tapology.com (الإنجليزية)